# Dzūkija nationalpark
Dzūkija nationalpark – en nationalpark i Dzūkija, Litauen. Parken blev etableret i 1991 for at bevare fyrskovene, landskabet og landsbyerne i regionen. Området omfatter omkring 550 km² på bredden af floden Nemunas og er den største nationalpark i Litauen. 
Parken er tilsluttet både Sammenslutningen af Østersøens Nationalparker og Sammenslutningen af Europæiske nationalparker.
Området er mere præget af fastlandsklima end andre dele af Litauen. De mest karakteristiske landskaber er indlandsklitterne i Marcinkonys, Lynežeris, Grubaulia og Šunupis.

## Bebyggelser
Parkens administrative center ligger i Marcinkonys, Merkinė er en anden vigtig by. Zervynos er en historisk landsby i parken.

## Billeder fra Dzūkija nationalpark
- Nemunas ved Merkinė
- Bro ved Merkinė
- Čepkeliai sumpe
- Bro ved Zervynos
- Hus ved Česukai